# Австрійське поле
«Австрійське поле» (рос. «Австрийское поле») — білоруський радянський художній фільм 1991 року, драма, режисера Андрія Черних, знята по його ж повісті. Перший повнометражний фільм цього режисера. Фільм отримав кілька премій на кінофестивалях.

## Сюжет
Головна тема фільму присвячена недостатності і неповноті найпростіших людських почуттів, таких як зір, слух і дотик. Реальність і ілюзорність представлені на основі почуттів і їх образів.

## Нагороди
- 1991 рік — на міжнародному кінофестивалі «Молодість» в Києві дипломом було відзначено Дмитра Масса, оператора і художника фільму.

- 1991 рік — на фестивалі-семінарі московських кіноклубів фільм отримав другий приз.

## У ролях
- Олена Брагіна
- Наталя Баранова
- Людмила Александрова
- Семен Стругачов
- Любомирас Лауцявічюс
- Вітаутас Паукште

## Творча група
- Сценарій: Андрій Черних
- Режисер: Андрій Черних
- Оператор: Димитрій Мас,  Димитрій Мас
- Композитор: